# I dodici mesi (dramma)
I dodici mesi (in russo Двенадцать месяцев?, Dvenadcat' mesjacev) è un'opera teatrale dello scrittore russo Samuil Jakovlevič Maršak, liberamente tratta dall'omonima fiaba slovacca.
Lo spettacolo, composto da quattro atti e otto scene, venne scritto da Maršak tra il 1942 e il 1943 per il Teatro d'arte di Mosca. La prima si tenne il 10 marzo 1945 al Teatro dei Pionieri di Sverdlovsk. In seguito fu messo in scena al Teatro dei giovani spettatori di Mosca nel 1947, e al Teatro d'arte di Mosca nel 1948.

## Trama
Alle porte del nuovo anno una giovane regina emana un editto: chiunque le porterà un cesto pieno di bucaneve riceverà in ricompensa lo stesso cesto colmo d'oro. Una donna malvagia decide insieme alla figlia di mandare la sua figliastra nella foresta innevata ad eseguire l'impossibile richiesta al posto loro. La buona fanciulla trova nel bosco attorno ad un falò dodici fratelli di età diverse, che scopre essere i dodici mesi. Dopo aver ascoltato la sua storia, i mesi decidono di concederle un'ora di primavera per cogliere i bucaneve. Prima che se ne vada Aprile le dona un anello magico che dovrà utilizzare in caso di aiuto: lanciandolo e dicendo le parole magiche i dodici fratelli correranno da lei. La sorellastra ruba l'anello della fanciulla mentre dorme.
Il giorno dopo, madre e figlia si recano dalla regina con i bucaneve, e quando questa domanda dove li abbiano trovati, le due donne si inventano l'esistenza di un luogo del bosco in cui crescono sempre fiori, funghi e bacche. Quando la regina ordina loro di indicarle il luogo, le due sono costrette ad ammettere che è stata la figliastra a trovare i fiori. La regina si reca nel bosco con le due donne e con la figliastra. La buona fanciulla dice di non avere più l'anello e la regina glielo fa restituire dalla sorellastra, dopodiché le chiede di indicarle il posto in cui crescono i bucaneve. Quando la fanciulla si rifiuta di collaborare, la regina le fa togliere la pelliccia, minaccia di giustiziarle e scaglia lontano l'anello. La fanciulla dice le parole magiche e scappa. Velocemente iniziano a susseguirsi le quattro stagioni. Quando torna l'inverno, una folata di vento porta via le pellicce dei cortigiani. Al che, i cortigiani se ne vanno portandosi via i cavalli, lasciando la piccola regina sola con il suo professore e un vecchio soldato.
Arriva il vecchio Gennaio e chiede a tutti di esprimere un desiderio. La regina vuole tornare a casa, il professore vuole che le stagioni tornino al loro posto, il soldato vuole scaldarsi davanti al fuoco, mentre la matrigna e la figlia vogliono pellicce di cane. Gennaio inizia con l'ultima richiesta e regala alle due donne delle pellicce. Madre e figlia cominciano a litigare, rimproverandosi di non aver chiesto pellicce di zibellino e si trasformano in cani. I due cani vengono imbrigliati alla slitta: la regina ha qualcosa con cui tornare a palazzo. Il soldato va scaldarsi accanto al fuoco dei dodici mesi. Lì incontra la figliastra, vestita di tutto punto e con dei bellissimi cavalli bianchi come la neve. Il soldato chiede alla regina di chiedere un passaggio alla figliastra, in quanto i cani sono troppo deboli per condurli a palazzo. La regina ordina alla buona fanciulla un passaggio, promettendole ricchezze, ma la ragazza rifiuta. Il soldato chiede alla regina di provare a chiedere con gentilezza, e lei obbedisce, pronunciando forse per la prima volta nella sua vita la parola “per favore”. La figliastra ospita volentieri tutti sulla slitta e regala a tutti una pelliccia. Tutti tornano a casa, lasciando i dodici mesi accanto al fuoco di capodanno.

## Storia
Maršak pubblicò nel 1943 una versione in prosa del racconto popolare, contemporaneamente alla scrittura della sceneggiatura. Nonostante venga talvolta indicata come fonte dell'opera la versione della fiaba pubblicata da Božena Němcová, Maršak disse di aver sentito il racconto da qualcuno e che solo successivamente fosse venuto a conoscenza della versione di Němcová. Rispetto alla breve fiaba originale, la trama dello spettacolo venne considerevolmente ampliata aggiungendo eventi e personaggi originali, in particolare quello della giovane regina viziata che stringe amicizia con la protagonista senza nome (Maruška nel racconto di Němcová).

## Adattamenti
- I dodici mesi, film d'animazione sovietico del 1956 di Ivan Ivanov-Vano.
- Mori wa ikiteiru, film giapponese del 1956 di Sotoji Kimura.
- I dodici mesi, film televisivo sovietico in due parti del 1972 di Anatolij Michajlovič Granik.
- I dodici mesi, film d'animazione giapponese del 1980 di Yugo Serikawa, Kimio Yabuki e Tetsuo Imazawa.
- 12 mesyatsev. Novaya skazka, film russo del 2015 di Denis Eleonskiy, liberamente tratto dall'opera.